# 아우렐리아노 볼로녜시
아우렐리아노 볼로녜시(이탈리아어: Aureliano Bolognesi, 1930년 11월 15일~2018년 3월 30일)는 이탈리아의 권투 선수이다. 1952년 하계 올림픽 라이트급에서 금메달을 획득했고 1954년부터 1956년까지 프로 권투 선수로 활동했다.